# Jiading (socken i Kina)
Jiading (kinesiska: 甲定, 甲定水族乡) är en socken i Kina. Den ligger i provinsen Guizhou, i den sydvästra delen av landet, omkring 130 kilometer sydost om provinshuvudstaden Guiyang. Antalet invånare är 1930. Befolkningen består av 936 kvinnor och 994 män. Barn under 15 år utgör 22,0 %, vuxna 15-64 år 61 %, och äldre över 65 år 15,0 %.